# Aleksei Sxebelin
Aleksei Sxebelin (en rus Алексей Щебелин) (Sant Petersburg, 13 de juliol de 1981) va ser un ciclista rus, que fou professional del 2006 al 2009. Del seu palmarès destaca la Volta al Marroc i la Volta a Romania.

## Palmarès
- 2003
  - 1r al Poreč Trophy
- 2006
  - Vencedor d'una etapa del Giro de la Vall d'Aosta
- 2007
  - Vencedor d'una etapa del The Paths of King Nikola
- 2008
  - 1r a la Volta al Marroc i vencedor de 3 etapes
  - 1r al Circuito Montañés i vencedor d'una etapa
- 2009
  - 1r a la Volta a Romania i vencedor de 2 etapes